# 岩泉線
岩泉線（いわいずみせん）は、かつて岩手県宮古市の茂市駅と同県下閉伊郡岩泉町にある岩泉駅を結んでいた東日本旅客鉄道（JR東日本）の鉄道路線（地方交通線）である。
茂市駅で山田線から分岐していた、第二次世界大戦中に耐火煉瓦の原料となる耐火粘土の輸送のために建設された路線である。日本国有鉄道（国鉄）時代に特定地方交通線第2次廃止対象線区に選ばれたが、並行する道路が整備されていなかったため、代替道路未整備を理由に名松線とともに廃止対象から除外された。
2010年7月31日に発生した土砂崩れによる脱線事故のため、以来全線で運休になっていたが、2012年3月30日にJR東日本は鉄道での復旧を断念し、バスによって輸送を継続したいという方針を発表し、2013年11月8日に廃止届が提出され、2014年4月1日に廃止された。

## 歴史

### 全通までの経緯
岩泉線の歴史は、1922年に公布された鉄道敷設法の別表第8号に掲げる予定線として「岩手県小鳥谷ヨリ葛巻ヲ経テ袰野付近ニ至ル鉄道及落合付近ヨリ分岐シテ茂市ニ至ル鉄道」と規定されたものに端を発する。この予定線は、袰野で三陸海岸沿いに走る別の予定線「岩手県久慈ヨリ小本ヲ経テ宮古ニ至ル鉄道」（別表第6号）に接続するものであった。
この予定線は直ちに建設に着手される見込みはなかったが、第二次世界大戦に入ると、小本川上流で耐火煉瓦の原料となる耐火粘土が採掘されることから、これを輸送する路線として山田線茂市駅から浅内駅に至る鉄道路線が着工されることになった。
この路線は小本線と称し、まず1942年6月25日に茂市駅から岩手和井内駅までの区間が開業した。次いで岩手和井内駅から押角駅までの区間も1944年7月20日に開業したが、この時点では岩手和井内駅以遠の区間は貨物輸送のみであった。その先も浅内駅までの延長工事が進められていたが、第二次世界大戦中には開通せず、耐火粘土は索道によって押角駅まで運ばれていた。また、木材輸送も行われていた。
終戦後も工事は継続され、押角トンネルが貫通した出口に宇津野駅を設け、1947年11月25日に押角駅から宇津野駅までの区間も開業、これと同時に岩手和井内駅から宇津野駅までの旅客営業も開始している。ここで工事はいったん中断されるが、国鉄が1952年から着工を開始した24線区の新線建設に、宇津野駅から浅内駅までの区間も含まれており、1957年5月16日に浅内駅までが開業、同時に宇津野駅は廃止された。

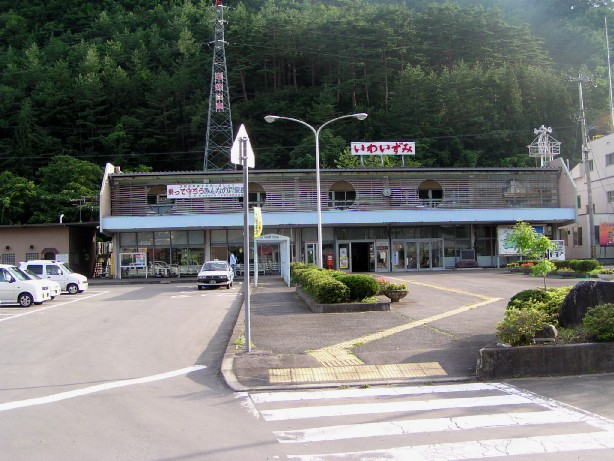
1972年に開業した岩泉駅

ここで計画されていた区間は完成したことになったが、岩泉町は「町の中心まで鉄道が来ないと意味がない」として、猛烈な建設運動を展開したという。この結果、1961年5月には浅内駅から小本駅（現在の岩泉小本駅）までの区間が調査線に指定され、1962年3月には工事線に指定された。
その後、1968年1月から日本鉄道建設公団によって、浅内駅から岩泉駅までの区間が着工となり、1972年2月6日に岩泉駅までの区間が開業、これと同時に路線名称を岩泉線に改称した。延伸区間は旅客扱い（手荷物・小荷物扱いを含む）のみで、貨物営業はそれまでと同様に浅内駅までであった。
岩泉駅までの延伸が行われた後、観光客の増加により利用者数は一時増加したものの、1975年以降の輸送実績は毎年低落傾向となった。

### 特定地方交通線に選定
1980年に国鉄再建法が成立すると、沿線自治体や住民は岩泉線の存続や小本駅までの区間の早期着工を求める運動を行ったが、岩泉線の輸送密度は特定地方交通線の選定基準であった1977年度から1979年度までで平均667人/日しかなかったため、1982年には第2次特定地方交通線に選定された。また、同年11月15日には茂市 - 浅内間の貨物営業が廃止された。
これを受けて、岩手県・新里村・岩泉町では並行道路である国道340号がバス代替道路として適当かを検証するため、国鉄バスをチャーターして試走することになった。沿線住民の団体ではさらにバス4台をチャーターしてこの検証に加わったため、1982年12月24日に行われた試走はバス5台と数台の乗用車で構成された大掛かりなものとなった。当時の国道340号は幅4m以下の未改良区間が続いており、トラックとのすれ違いに苦労したという。この結果から、地元自治体は「バス転換はできない」と主張したが、国鉄側は「代替道路として十分対応できると再確認した」と主張、意見が対立することになった。

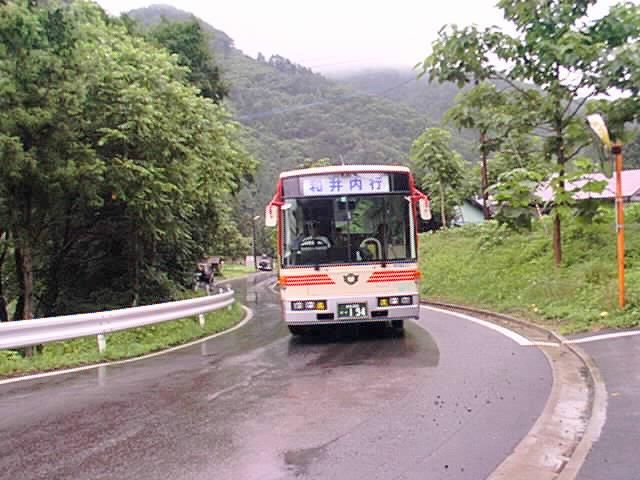
1986年以降に減便された岩泉線の列車の代行として運行を開始した岩手県北自動車の和井内線

岩手県では、1983年3月15日付けで運輸大臣宛に岩泉線廃止反対の意見書を提出した。その後、運輸省でも国道340号の現地調査を行った結果、1984年6月には岩泉線を含む6路線については廃止承認を保留とし、1985年8月には岩泉線と名松線については承認先送りとすることを決定、国鉄も岩泉線の廃止承認申請を取り下げることになった。これで岩泉線は存続されることが決まった。
その後、1986年のダイヤ改正では運行本数が削減され、これによって新里村内での通学手段が奪われることになったため、その代替として岩手県北自動車が同年3月3日より茂市から和井内までの間に路線バスの運行を開始した。また、1992年に日中に運行する列車がなくなった際には、岩泉の市街地と岩手大川駅を結ぶバスの運行が岩泉自動車運輸によって開始されている。

### 再び存廃問題が浮上
しかし、その後も利用者数の減少は続いた。1995年時点での岩泉線の沿線人口は2万人程度で、この時期の岩泉線の1日の利用者数はわずか186人程度と「鉄道の輸送人員とは思えない数字」とも評される始末で、1日1kmあたりの平均輸送密度は1994年時点で94人/日という有様であった。また、この時点で岩泉から盛岡市まではジェイアールバス東北（JRバス東北）と岩手県交通の共同運行により早坂高原線が2時間27分で結んでおり、岩泉から宮古市まででもJRバス陸中海岸線と三陸鉄道を乗り継げば1時間圏内であり、岩泉線の恩恵があるのは岩泉町でも岩手大川駅近辺の地区のみであった。

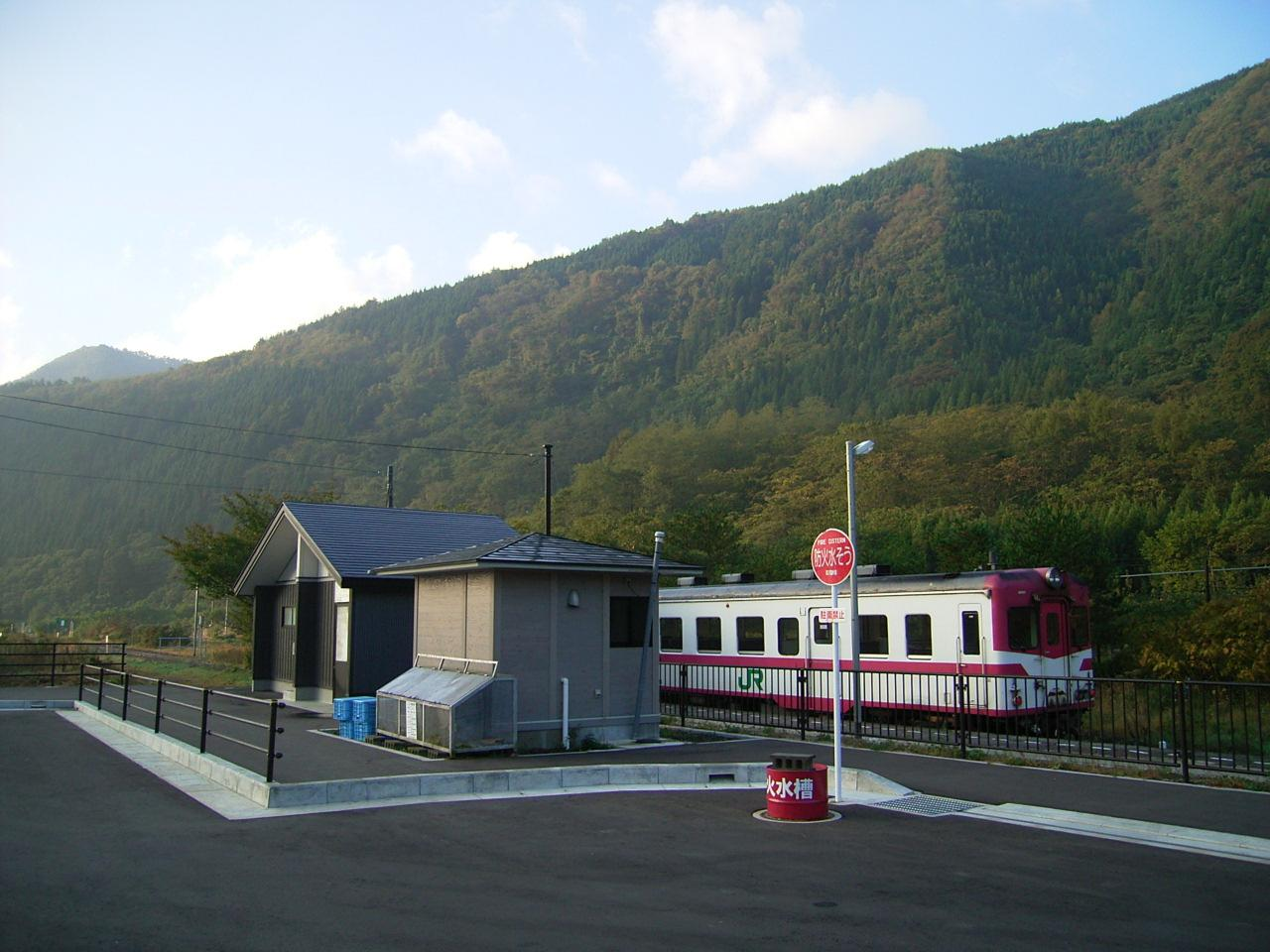
岩手和井内駅に停車する岩泉線の列車（2006年10月）

1995年になって、JR東日本盛岡支社では沿線自治体に対して、岩泉線の今後を考える「勉強会」を申し入れた。JRでは一方的に廃止とは述べていなかったが、沿線自治体ではこれを「廃止通告」と受け止め、さらに山田線の存廃問題にかかわることを警戒し、「宮古広域圏鉄道対策協議会」を設立した上で、JR東日本に対してダイヤ改善やスピードアップなどの要望書を提出した。1996年にはJR東日本から第三セクターへの転換提案などが行われた。1997年には沿線住民の団体が大型観光バスをチャーターして国道340号を走行し、「安全性に問題あり」と表明した。
その後も輸送人員は減少し、2009年度の輸送密度は46人/日にまで落ち込んでいた。これは、JR東日本の在来線全67線はもとより、JRグループ全路線、また、私鉄・第三セクター鉄道を含めた全鉄道路線の中でも最下位となる数字であった。
なお、岩泉駅 - 小本駅（現在の岩泉小本駅）間の陸中海岸線は、2003年4月1日にJRバス東北岩泉営業所と同時に廃止され、岩泉自動車運輸が運行を担当する「岩泉町民バス」へ移管された。

### 災害による不通から廃止へ
2010年7月31日に押角駅 - 岩手大川駅間の茂市駅起点23.965km地点で土砂崩れによる脱線事故が起き（詳細は「岩泉線列車脱線事故」を参照）、以来岩泉線は長期にわたり運休が続いた。
2012年3月30日、JR東日本から「岩泉線の復旧を断念し、バスによって輸送を継続したい」という方針が発表された。これに対し、復旧費用が圧縮できるとする岩手県側とあくまで廃止とするJR側との隔たりが大きく協議は難航。2013年9月5日にはJR東日本が廃止を正式伝達したが、自治体側は依然として存続を要求していた。
その後、同月9日にJR東日本が国道340号押角峠の道路改良に協力することを提案し、岩手県が押角峠の道路改良を検討。この段階では存廃問題とは切り離して考えるとしていたが、後に岩手県が、岩泉線の廃線が避けられない場合、押角峠の道路改良を行うために岩泉線の押角トンネルを利用する方針を示し、同年11月中に宮古市・岩泉町がこの方針を受け入れる方向で最終調整が進められていた。同月7日、岩泉線を廃止することでJR東日本・岩手県・宮古市・岩泉町が合意し、翌8日、国土交通省に廃止届が提出された。2013年12月19日に意見聴取が行われた結果、廃止日の2014年4月1日への繰り上げが認められ、廃止日を繰り上げる届出が2014年1月8日に国土交通省へ提出された。
1987年4月のJR東日本発足以降における同社管内での廃線は、第三セクター鉄道へ転換された路線を除けば、1997年10月1日の信越本線横川駅 - 軽井沢駅間以来2例目で、同一線区の全線での廃止は同様の事例を除けば同社発足以来初めてとなった。なお、廃止セレモニーは行われなかった。
運休期間中は列車代行バスが運行され、当時岩泉町に本社があった東日本交通が受託していた。廃止後は同社による路線バス（茂市岩泉線）に転換された。

### 年表

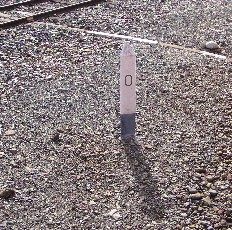
岩泉線0キロポスト

- 1942年（昭和17年）6月25日 【開業】小本線 茂市 - 岩手和井内 (10.0 km) 【駅新設】岩手刈屋、岩手和井内[2]
- 1944年（昭和19年）7月20日 【延伸開業】岩手和井内 - 押角（5.8 km、貨物営業のみ）【駅新設】（貨）押角[2]
- 1947年（昭和22年）11月25日 【延伸開業】押角 - 宇津野 (4.5 km) 【旅客営業開始】岩手和井内 - 押角 【駅新設】宇津野 【貨物駅 → 一般駅】押角[2]
- 1948年（昭和23年）11月26日 【災害不通】全線（風水害による）
- 1949年（昭和24年）3月5日 【営業再開】全線（復旧）[31]
- 1957年（昭和32年）5月16日 【延伸開業】宇津野 - 浅内 (10.9 km) 【駅新設】岩手大川、浅内 【駅廃止】宇津野[2]
- 1966年（昭和41年）10月1日 【駅新設】中里[31]
- 1972年（昭和47年）2月6日 【延伸開業】浅内 - 岩泉（7.4 km、旅客営業のみ） 【駅新設】二升石、岩泉 【改キロ】岩手大川 - 浅内 (-0.2 km) 【線名改称】岩泉線[2]
- 1982年（昭和57年）
  - 11月15日 【貨物営業廃止】茂市 - 浅内[2]
  - 11月22日 特定地方交通線第二次廃止対象線区として廃止承認を申請[2]
- 1984年（昭和59年）6月22日 運輸大臣が廃止承認を保留[31]
- 1985年（昭和60年）8月2日 代替道路未整備を理由に廃止対象から除外[31]
- 1986年（昭和61年）3月3日 岩手和井内・浅内駅無人化に伴い、茂市 - 岩泉間一閉塞化（スタフ閉塞化）[31]
- 1987年（昭和62年）4月1日 【承継】東日本旅客鉄道[31]
- 2003年（平成15年）10月11日 快速「キハ52・58岩泉号」が運転される（13日まで）
- 2008年（平成20年）
  - 7月24日 【災害不通】全線（岩手県沿岸北部地震による）
  - 7月25日 【営業再開】全線（復旧）
- 2010年（平成22年）
  - 7月31日 【災害不通】全線（土砂崩れによる列車脱線事故による）
  - 8月2日 【代行輸送開始】全線（16日まで押角駅・二升石駅は通過）
- 2011年（平成23年）
  - 3月11日 東北地方太平洋沖地震の影響により、代行輸送を休止
  - 3月20日 代行輸送を再開
- 2012年（平成24年）3月30日 JR東日本が鉄道路線を廃止し、バス輸送へ転換する方針を発表[4]
- 2013年（平成25年）
  - 9月5日 JR東日本が路線廃止を正式に沿線自治体に伝達[24]
  - 11月7日 路線廃止でJR東日本と沿線自治体が合意[32]
  - 11月8日 JR東日本が廃止届を提出[5]
- 2014年（平成26年）
  - 1月8日 廃止日繰り上げ届出[6][7]
  - 4月1日 【廃止】全線[6][7]

## 運行形態

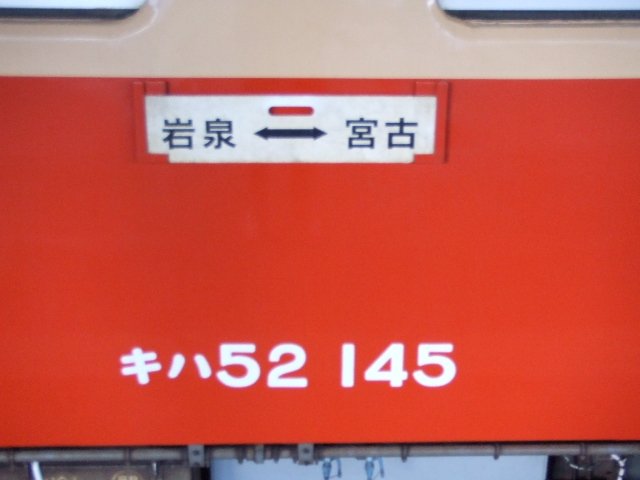
普通列車の行先標（2005年12月）

開業当時は1日5往復が運行されており、すべて混合列車であった。その後1945年1月ごろの時刻表では1往復が運休となり、さらに1947年3月には1日3往復に減便されているが、1952年には1日5往復に戻された。
1961年2月から気動車の導入が開始され、1963年2月にはすべての旅客列車が気動車化され、所要時間は1時間半から50分前後に短縮された。旅客列車の気動車化と同時に、貨物列車は2往復が設定された。その後しばらくはこの状態が続いたが、貨物列車は次第に運休が多くなり、1976年以降は1往復に減便され、1982年11月15日のダイヤ改正で廃止された。なお、このダイヤ改正では茂市駅での盛岡方面への接続が悪くなり、沿線住民の不評を買ったという。なお、開始時期は不明であるが、下り岩泉駅行きの編成の一部を岩手和井内駅で切り離し、山田線津軽石駅行きの上り列車が1本設定されている。
1986年3月のダイヤ改正では、効率化を図る目的で、全線を走る列車は3往復に減便となり、岩手和井内駅で折り返す列車が1往復設定された。その後、日中に臨時列車が1本設定（火曜日を除く）され、1988年には定期列車として設定されたが、1992年3月のダイヤ改正で廃止されている。
全線を通じて、途中駅の交換設備が廃止されて、全線が1閉塞になったため、増便が不可能になった。
2010年7月31日に土砂崩れによる脱線事故が発生し、以来全線運休となった。同年8月2日からは1日4往復の代行バスが運行開始された。代行バスは当初押角駅・二升石駅を通過していたが、8月17日からは最寄り国道上に仮設の停留所が設置され停車している。また、一部の便が宮古駅発着となった。
代行バスは2012年3月17日のダイヤ改正時点で以下の通り設定された。
- 宮古駅 - 茂市駅 - 岩手和井内駅 - 岩泉駅 ： 朝上り1本、夕1往復
- 茂市駅 - 岩手和井内駅 - 岩泉駅 ： 朝下り2本、夕1往復
- 岩手和井内駅 → 茂市駅 ： 朝上り1本

2014年4月1日から運行される東日本交通の代替路線バスは茂市駅と岩泉病院を結び、茂市駅発岩泉病院行きが1日4本、岩泉病院発茂市駅が1日3本、和井内発茂市駅行きが1本運行され、宇津野と浅内の間にはフリー乗降区間が設定される。

## 利用状況
宇津野駅まで開業していた1955年度の輸送状況は、旅客輸送量が約51万7千人・貨物輸送量は約14万4千トンとなっていた。
最大の旅客輸送量を記録したのは岩泉まで全通した後の1975年度で、約61万7千人であった。その後減少の一途をたどり、国鉄分割民営化から少し後の1989年度では11万8千人だったものが、1995年の実績では8万9千人にまで落ち込んだ。
貨物輸送量が最も多かったのは1960年度で、約18万トンの輸送量があったが、貨物輸送が廃止される前年の1981年度時点では1万7千トンであった。

### 輸送密度
2004年度以降の輸送密度（平均通過人員）。
- 2004年 73人
- 2005年 72人
- 2006年 62人
- 2007年 58人
- 2008年 49人
- 2009年 46人
- 2010年 29人
- 2011年 19人
- 2012年 19人
- 2013年 23人

なお、JR東日本が2012年3月に発表した「岩泉線（茂市〜岩泉）について」にはJR発足時の1987年度から2009年度、2012年7月に発表した「岩泉線（茂市〜岩泉）について」には国鉄時代の1972年度から2009年度の輸送密度（平均通過人員）が掲載されている。

## 車両
| 岩泉線で使用されていたキハ52形（岩手和井内-中里間） |  | 旧塗装キハ52形も使用された（宮古駅・2005年12月21日） |
| 岩泉線で使用されていたキハ52形（岩手和井内-中里間） |  | 旧塗装キハ52形も使用された（宮古駅・2005年12月21日） |

開業当時は客車と貨車を同時に連結した混合列車で、宮古機関区のC58形蒸気機関車が使用されていたと考えられている。
1961年2月から気動車が導入されており、1983年時点ではすべて駆動用エンジンを2基搭載した盛岡客貨車区のキハ52形が用いられた。その後、1990年代には盛岡客車区のキハ52形単行かキハ58系も含めた2両編成で運行された。
その後、2007年に水郡線から転用された盛岡車両センターのキハ110系100番台に置き換えられた。
なお、使用車両にかかわらず、花輪線や山田線と同様にワンマン運転は実施されていなかった。

## データ

### 路線データ
- 管轄（事業種別）：東日本旅客鉄道（第一種鉄道事業者）
- 区間（営業キロ）：茂市駅 - 岩泉駅 38.4 km[31]
- 軌間：1,067 mm
- 線路等級
  - 茂市駅 - 宇津野駅：乙線[38]
  - 浅内駅 - 岩泉駅：丙線[39]
- 駅数：9（起終点駅含む）[31]
  - 岩泉線所属駅に限定した場合、起点の茂市駅（山田線所属[40]）が除外され、8駅となる。
- 複線区間：なし（全線単線）
- 電化区間：なし（全線非電化）
- 閉塞方式：スタフ閉塞式
交換可能駅：なし（全線1閉塞）
- 最高速度：85 km/h
- 運転指令所：盛岡総合指令室（運転取扱は茂市駅）

全線が盛岡支社の管轄である。

### 駅一覧
- 路線廃止日である2014年4月1日時点のもの。
- 茂市駅は現存駅。他の駅について、特記なきものは路線廃止と同時に廃駅となっている。
- 全駅岩手県内に所在。
- 全区間単線、全駅列車交換不可。1983年時点で列車交換（行き違い）が可能な駅は岩手和井内駅と浅内駅で[12]、駅員が配置されている駅もこの2駅だったが[41]、貨物列車廃止後は岩泉線内での列車交換は行われていなかった[12]。1986年の減便以降、線内に交換可能な駅はなくなり、全線が1閉塞区間となっていた[18]。

| 駅名         | 営業キロ | 営業キロ | 接続路線・備考         | 所在地                      |
| 駅名         | 駅間     | 累計     | 接続路線・備考         | 所在地                      |
| ------------ | -------- | -------- | ---------------------- | --------------------------- |
| 茂市駅       | -        | 0.0      | 東日本旅客鉄道：山田線 | 宮古市 （旧下閉伊郡新里村） |
| 岩手刈屋駅   | 4.3      | 4.3      |                        | 宮古市 （旧下閉伊郡新里村） |
| 中里駅       | 2.9      | 7.2      |                        | 宮古市 （旧下閉伊郡新里村） |
| 岩手和井内駅 | 2.8      | 10.0     |                        | 宮古市 （旧下閉伊郡新里村） |
| 押角駅       | 5.8      | 15.8     |                        | 宮古市 （旧下閉伊郡新里村） |
| 宇津野駅     | 4.5      | 20.3     | （1957年5月16日廃止）  | 下閉伊郡 岩泉町             |
| 岩手大川駅   | 5.0      | 25.3     |                        | 下閉伊郡 岩泉町             |
| 浅内駅       | 5.7      | 31.0     |                        | 下閉伊郡 岩泉町             |
| 二升石駅     | 2.8      | 33.8     |                        | 下閉伊郡 岩泉町             |
| 岩泉駅       | 4.6      | 38.4     |                        | 下閉伊郡 岩泉町             |

## 廃線後の状況
岩泉線の廃止後、茂市駅 - 岩手和井内駅間の鉄道施設・用地は宮古市に、浅内駅 - 岩泉駅間は岩泉町に、押角駅 - 岩手大川駅間に所在していた押角トンネルは岩手県に無償譲渡された。岩泉駅の駅舎は岩泉商工会とJRバス東北が引き続き利用。中里駅 - 岩手和井内駅間は2016年6月より観光施設としてレールバイクの運転を開始。押角トンネルは道路用に拡幅され、2020年12月13日に国道340号のトンネルとして開通した。

## 岩泉線を舞台にした作品
- 『おちばおちばとんでいけ』 - 茂市久美子
- 『岩泉』 - 小倉沙耶
- 『鉄子の旅』第7旅 - 菊池直恵